# Agfa Agfacolor

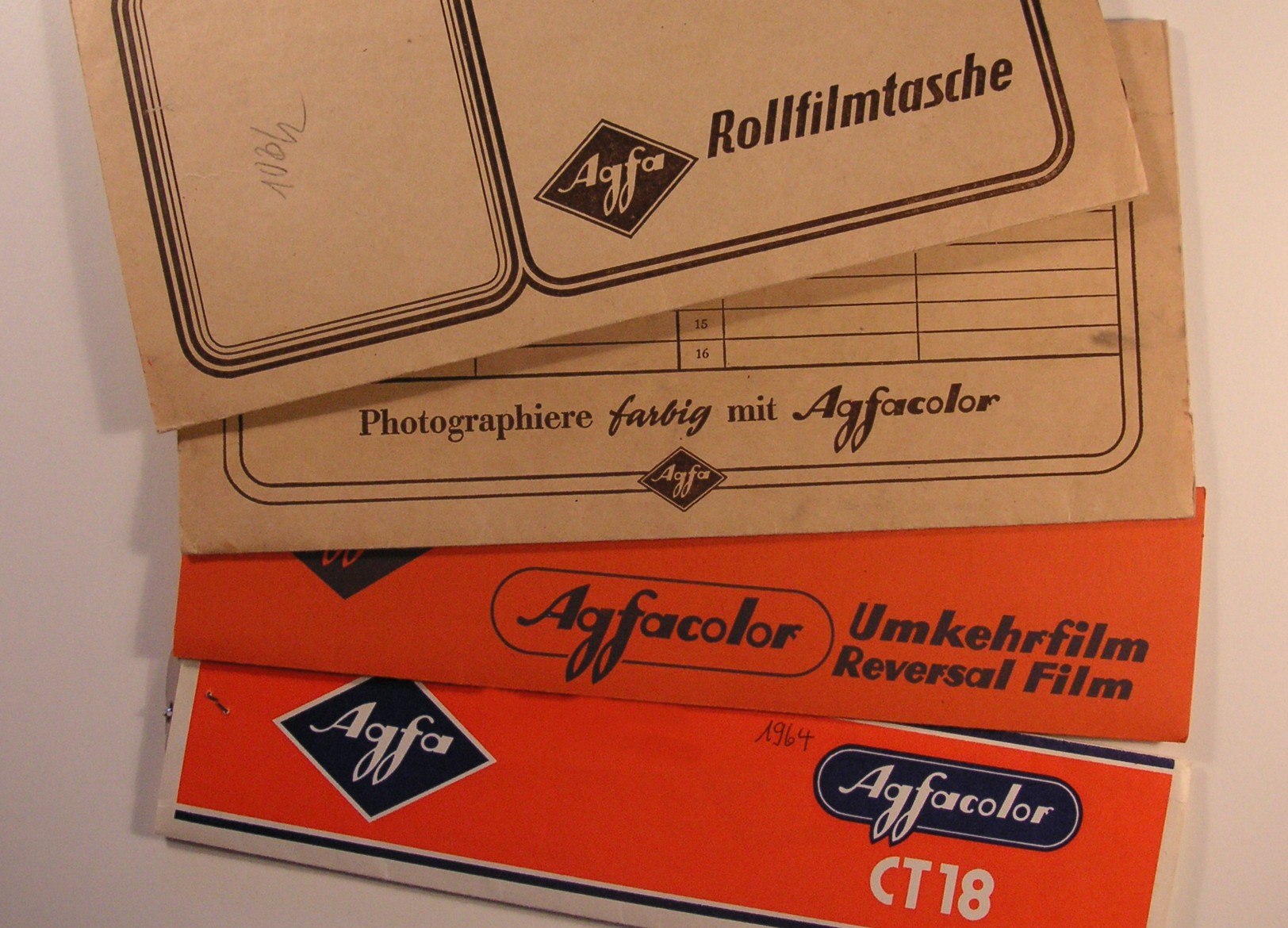
Negativ- und Positivfilmtaschen für Agfacolor, 1952–1965

Agfacolor ist der Markenname für farbfotografische Materialien von Agfa ab 1932: 1932–1937 Kornrasterfilme und -Platten, 1933–1936 Linsenrasterfilme, 1936–1978 Umkehrfilme für Diapositive, 1938–2005 Negativfilme für Abzüge auf Fotopapier.
Agfacolor-Filme wurden von unterschiedlichen Agfa-Unternehmen produziert, darunter:
- I.G. Farbenindustrie AG (1936–1945),
- Filmfabrik Agfa, einer Abteilung der Sowjetischen Staatlichen Aktiengesellschaft Photoplenka (1945–1953),
- VEB Filmfabrik Agfa Wolfen in Wolfen, DDR (1954–1964; danach abgelöst durch die ORWO Orwocolor und Orwochrom-Filme),
- Farbenfabriken Bayer und Agfa AG, Leverkusen (1949–1964),
- Agfa-Gevaert AG, Leverkusen, Bundesrepublik Deutschland (1964–2004),
- AgfaPhoto GmbH, Leverkusen (2004–2005).

## Verarbeitung
Die Agfacolor-Filme wurden ursprünglich nach dem Agfacolor-Verfahren verarbeitet; dabei handelt es sich auch um das erste Verfahren mit in den Filmschichten eingelagerten wasserlöslichen, diffusionsfesten Farbkupplern (im Gegensatz zum von Kodak entwickelten Ektachrome-Verfahren mit fettgebundenen Farbkupplern) sowie um das erste Negativ-/Positiv-Verfahren mit chromogener Entwicklung für Kinofilme und Farbfotopapiere.

## Geschichte

### Technische Entwicklung

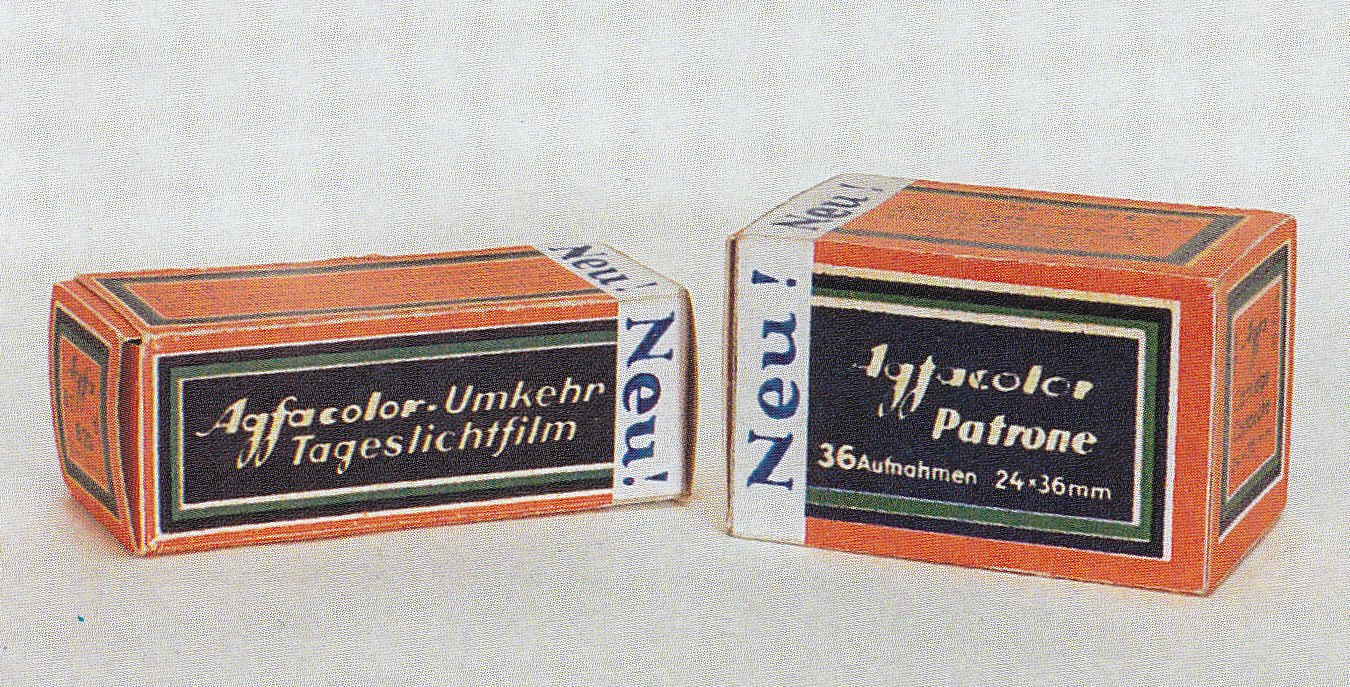
Agfacolor Neu Rollfilm und Kleinbildfilm 1937

Agfa galt als Pionier der Farbfotografie. Bereits 1932 wurde der erste Agfacolor-Farbfilm nach dem Kornrasterverfahren vorgestellt. 1933 folgte der Agfacolor Linsenrasterfilm als erster Kleinbildfilm für Farbaufnahmen (Dias), dem 1932 schon ein entsprechender Schmalfilm mit einer Bildbreite von 16 mm vorangegangen war. 1936 brachte Agfa den Agfacolor-Neu-Film auf den Markt, er war damit der erste moderne Farbfilm mit eingelagerten Farbkupplern, das heißt: Er besteht aus drei übereinanderliegenden lichtempfindlichen Gelatineschichten mit den darin – im Unterschied zu den Kodachrome-Filmen – eingelagerten Farbkupplern. Die drei Schichten sind (von oben nach unten) für Blau, Grün und Rot sensibilisiert. Da die Silberbromid- und Iodidkristalle in der grün- und rot-sensibilisierten Schicht auch auf blaues Licht empfindlich sind, ist zwischen der Blau- und der Grünschicht noch eine das restliche blaue Licht absorbierende Gelbfilterschicht, deren Eigenfarbe beim Entwickeln herausgewaschen wird.

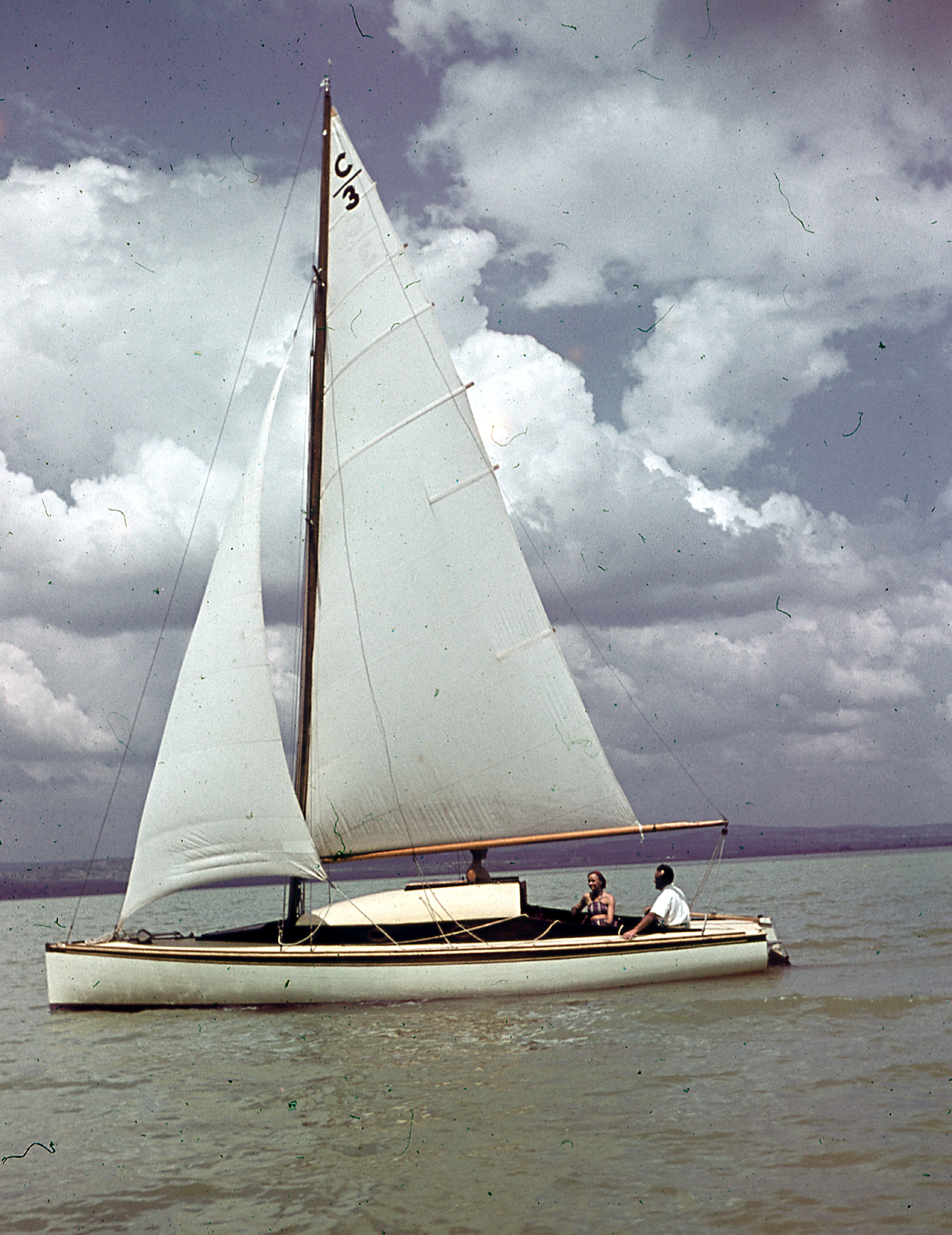
Agfacolor Neu (1936), Ungarn 1939

Der Agfacolor-Neu-Film war zuerst als Umkehrfilm für Diapositive erhältlich, gefolgt vom Schmalfilm. Hier wird das nach dem Belichten vorhandene latente Negativ zunächst als Schwarzweißbild erstentwickelt, um dann durch Nachbelichtung des Films das noch vorhandene unentwickelte Silbersalz zu verschleiern. Anschließend erfolgt die Farbentwicklung durch N,N-Diethyl-p-phenylendiamin (T22), das mit den vom Silbersalz oxidierten zuvor farblosen Farbkupplern die eigentlichen Farbstoffe bildet. Das beim Erstentwickeln und dem Farbentwickeln aus dem Silbersalz reduzierte Silber wird mit Kaliumferricyanid (rotem Blutlaugensalz) oxidiert und herausgelöst, sodass zuletzt nur das Positiv aus Farbstoffpartikeln übrigbleibt. Die Lichtempfindlichkeit betrug nur nominal ISO 4/7°, deutlich weniger als bei Schwarzweißfilmen dieser Zeit.
1938 wurde die Empfindlichkeit durch einen Zusatz von Goldrhodanid in Spuren (etwa 10 µg pro Film) auf ISO 16/13° (nominal: 15/10° DIN) erhöht, und der Film so für Freihandaufnahmen ohne Stativ besser verwendbar. Die Herstellung von Papiervergrößerungen war jedoch nur mit Spezialverfahren über Farbauszüge möglich.
Der Agfacolor-Kinefilm arbeitete als erster nach dem Negativ/Positiv-Verfahren mit chromogener Entwicklung. Während der Entwicklung in einem Schritt entsteht aus den Farbkupplern und dem Farbentwickler die jeweils komplementäre Farbe Gelb, Magenta und Cyan. Das Ergebnis ist also ein Negativ, aus dem durch Umkopieren positive Bilder (auf Agfacolor-Papier) und Filme zur Vorführung (auf Agfacolor-Positivfilm) hergestellt werden konnten.
1942 wurden bei der Tagung Film und Farbe in Dresden der Agfacolor-Negativ-Fotofilm und das Agfacolor-Fotopapier vorgestellt, das bis Kriegsende nur für Propaganda- und militärische Zwecke verfügbar war.
Kodaks Kodacolor, ein prinzipiell gleich aufgebauter Film, kam ebenfalls 1942 auf den Markt, allerdings mit einem zu Agfacolor nicht kompatiblem Verarbeitungsprozess. Der Unterschied bestand in der Art der Verankerung der Farbkuppler in den drei fotografischen Schichten. Während Agfa auf diffusionsfeste Moleküle mit langen gesättigten Kohlenwasserstoffketten ähnlich den Fettsäuren setzte, die nicht in die benachbarte Gelatineschicht wandern konnten, waren es bei Kodak winzige Öltröpfchen in der Gelatine, das heißt ölgeschützte, wasserunlösliche Farbkuppler. Dieses Verfahren hat sich inzwischen längst allgemein für Farbdia- und -negativfilme durchgesetzt.

### Agfacolor im Kino
Agfacolor hielt ab 1939 auch in der deutschen Filmproduktion Einzug. Der Erfolg des US-amerikanischen Technicolor-Systems mit Kassenknüllern wie Robin Hood oder Vom Winde verweht gab hierzu den Anstoß. Aus Prestigegründen und um die Leistungsfähigkeit der deutschen Filmindustrie auch in Kriegszeiten zu demonstrieren, wurde die technische Entwicklung schnell vorangetrieben. Der erste in Agfacolor gefilmte abendfüllende deutsche Spielfilm hieß Frauen sind doch bessere Diplomaten. Er entstand 1939 bis 1941 und zeigte eine noch relativ unausgereifte Farbumsetzung. Während der Produktion einer Reihe von weiteren Farbfilmen wurde das Agfacolor-Verfahren kontinuierlich verbessert. Spätestens mit dem 1943 zum 25-jährigen Ufa-Jubiläum uraufgeführten Münchhausen konnte Agfacolor in der Bildqualität mit dem technisch wesentlich aufwändigeren Technicolor-Verfahren gleichziehen. Bis zum Kriegsende 1945 entstanden in Deutschland insgesamt 13 abendfüllende Farbfilme: Die goldene Stadt (1942), Das Bad auf der Tenne (1943), Immensee (1943), Münchhausen (1943), Die Frau meiner Träume (1944), Opfergang (1944), Große Freiheit Nr. 7 (1944) und Kolberg (1943/45). Dazu gehören die nach dem Kriege von der DEFA (DDR) zur Vorführung reif gemachten Überläuferfilme von 1944/1945 Wiener Mädeln, Das kleine Hofkonzert, Ein toller Tag und Die Fledermaus. Im Jahr 1948 begann die Sowjetunion auf der Basis von Agfacolor eine eigene Fabrikation von Farb-Negativ/Positiv-Filmen unter dem Namen Sowcolor. Nachdem bis in die 1960er Jahre noch zahlreiche Kinofilme in Agfacolor produziert worden waren, erhielt bei der Bildung der Agfa-Gevaert-Gruppe 1964 der belgische Zweig die Zuständigkeit für Kinofarbfilm-Materialien, die unter den Marken Gevacolor und dann Agfa XT auf den Markt kamen und schließlich nicht mehr dem Agfacolor-Verfahren folgten. Der VEB Filmfabrik Wolfen in der DDR nannte auch seine Agfacolor-Kinofilme 1964 in Orwocolor um.

### Entwicklung nach 1945
Nach der Veröffentlichung der Agfacolor-Rezepte und der zwangsweisen Freigabe des Agfacolor-Verfahrens im Jahre 1945 produzierten mehrere Hersteller (Adox, Ferrania, Fuji, Gevaert, Konishiroku (heute Konica), Tellko, Valca) derartige Filme und Fotopapiere, wobei die Entwicklungsverfahren jedoch je nach Hersteller unterschiedlich waren. Ab 1978, beginnend mit dem hochempfindlichen Negativfilm Agfacolor CNS 400, stellte Agfa-Gevaert auf die Kodak-Chemie (ölgeschützte, wasserunlösliche Farbkuppler) um, damit waren Agfa- und Kodak-Farbfilme in denselben Entwicklungsprozessen zu verarbeiten, dem bis heute bestehenden C-41 für Negative oder E-6 für Dias. Diese Umstellung auf Kodak-Chemie fand konsequenterweise bei Farbnegativ- und Farbdiafilmen sowie auch bei Farbpapieren statt. Die Umstellung brachte bei den Filmen einen deutlichen Gewinn an Schärfe, Feinkörnigkeit und Qualität der Farbwiedergabe. Die Verarbeitungszeit in 38 °C warmen Bädern wurde gegenüber den Entwicklungszeiten der Agfacolor/Agfachrome-Filme bei 18 bis 25 °C deutlich verkürzt. Gleichzeitig verschwanden so bekannte Traditionsprodukte wie der Agfacolor CNS und Agfacolor CT18-Diafilm vom Markt. Die Entwicklung der alten Agfa-Prozesse ist auch heute noch in einigen Fachlabors in Großbritannien und den USA möglich.
Der Markenname Agfacolor wurde bis zum Konkurs der aus dem Agfa-Gevaert-Konzern herausgelösten AgfaPhoto GmbH 2005 für Farbnegativfilme verwendet. Den zuletzt produzierten Vista/Optima-Filmen wurden in Tests in Fotozeitschriften höchste Farbtreue bei Unempfindlichkeit gegenüber Farbverschiebungen zum Beispiel durch Leuchtstoffröhrenlicht bescheinigt. Inzwischen werden unter dem Markennamen jedoch Produkte des ehemaligen Konkurrenten Fuji vertrieben (Aufdruck „Made in Japan“).
Zu den letzten Produkten gehörten:
- Die professionellen Farbnegativfilme des sog., Anfang der 90er Jahre eingeführten Agfa-Triade-Systems: Agfacolor Portrait (für Porträtaufnahmen), Agfacolor Optima (für Landschaftsaufnahmen), Agfacolor Ultra (hohe Farbsättigung).
- Der Farbumkehrfilm RSX-II. Wird heute noch von der belgischen Agfa-Gevaert als professioneller Luftbildfilm Aviphot produziert, der unter der Marke Rollei mit dem Namen Digibase verkauft wird.
- Der Agfacolor HDC.
- Die beiden Amateurfilme Agfacolor Vista (Farbnegativ; unter dieser Bezeichnung noch Abverkäufe originalen Materials von Agfa, seit Anhängung des Namensbestandteils Plus handelt es sich um Fujimaterial) und Agfa Precisa (Farbdiafilm; enthält seit Abverkauf des originalen Agfamaterials heute Fuji Provia).

## Auflösungsvermögen
Die Körnigkeit wird als RMS-Wert angegeben. Das Auflösungsvermögen wurde bei verschiedenen Objektkontrasten (1,6:1 und 1000:1) gemessen und wird in Linien pro Millimeter angegebenen.
| Filmtyp                  | Körnigkeit (RMS) | Auflösungsvermögen in L/mm bei Objektkontrast | Auflösungsvermögen in L/mm bei Objektkontrast |
| Filmtyp                  | Körnigkeit (RMS) | 1,6:1                                         | 1000:1                                        |
| ------------------------ | ---------------- | --------------------------------------------- | --------------------------------------------- |
| Agfacolor XRG 100        | 4,5              | 50                                            | 130                                           |
| Agfacolor XRS 1000 Prof. | 8                | 40                                            | 100                                           |

## Belege
1. ↑  Sowcolor in Filmportal
2. ↑  Angaben nach den Datenblättern der Hersteller und der Uni Basel (Memento vom 25. März 2006 im Internet Archive) (PDF).